# إبراهيم الزواهرة
إبراهيم الزواهرة لاعب كرة قدم أردني يلعب حاليا في صفوف نادي الفحيحيل.
وقد سبق له أن لعب في صفوف الفيصلي واحترف في نادي الخليج السعودي، وهو يلعب في مركز خط الدفاع.

## وصلات خارجية
- إبراهيم الزواهرة على موقع قاعدة بيانات كرة القدم.إي يو (الإنجليزية)
- إبراهيم الزواهرة على موقع ناشيونال فوتبول تيمز (الإنجليزية)
- إبراهيم الزواهرة على موقع كووورة